# Alicja już tu nie mieszka
Alicja już tu nie mieszka (ang. Alice Doesn't Live Here Anymore) – amerykański dramat obyczajowy z 1974 roku w reżyserii Martina Scorsese.

## Opis fabuły
Po śmierci męża Alice sama musi zadbać o wychowanie dwunastoletniego syna Tommy'ego. Kobieta wyrusza do Kalifornii, gdzie zamierza rozpocząć karierę muzyczną. W drodze spotka ją wiele niepowodzeń i rozczarowań. Alice jest jednak pełna nadziei i zrobi wszystko, by zapewnić Tommy'emu ciepło i godziwe warunki egzystencjalne.

## Obsada
- Ellen Burstyn jako Alice Hyatt
- Alfred Lutter III jako Tommy
- Kris Kristofferson jako David
- Diane Ladd jako Fio
- Jodie Foster jako Audrey
- Harvey Keitel jako Ben
- Marty Brinton jako Lenny

## Produkcja
- Barbra Streisand miała wcielić się w postać Alice, jednak stwierdziła, że jest do tej roli zbyt młoda.

- Sekwencja rozpoczynająca film była wzorowana na Czarnoksiężniku z Oz.

- Zdjęcia kręcono w Tucson i Amado w stanie Arizona i Nowy Meksyk.

## Nagrody i nominacje
Oscary 1974
- Najlepsza aktorka – Ellen Burstyn
- Najlepszy scenariusz oryginalny – Robert Getchell (nominacja)
- Najlepsza aktorka drugoplanowa – Diane Ladd (nominacja)

Złote Globy 1974
- Najlepsza aktorka dramatyczna – Ellen Burstyn (nominacja)
- Najlepsza aktorka drugoplanowa – Diane Ladd (nominacja)

Nagrody BAFTA 1975
- Najlepszy film
- Najlepszy scenariusz – Robert Getchell
- Najlepsza aktorka – Ellen Burstyn
- Najlepsza aktorka drugoplanowa – Diane Ladd
- Najlepsza reżyseria – Martin Scorsese (nominacja)
- Najlepsza aktorka drugoplanowa – Lelia Goldoni (nominacja)
- Najbardziej obiecujący debiut – Alfred Lutter III (nominacja)